# NGC 868
إن جي سي 868 (بالألمانية: NGC 868) التي يرمز لها بالرمز NGC 868، هي مجرة، في كوكبة قيطس.

## الاكتشاف
اكتشفت في 3 أكتوبر 1886، بواسطة لويس سويفت.